# Havekost (Römstedt)
Havekost ist ein Ortsteil der Gemeinde Römstedt im niedersächsischen Landkreis Uelzen.

## Geografie und Verkehrsanbindung
Havekost liegt südöstlich des Kernortes Römstedt. Südöstlich des Ortes fließt zudem der Röbbelbach. Nur wenige Meter vom Südende des Ortes entfernt liegt Masbrock.
Eine Buslinie verbindet Havekost mit Römstedt und Bad Bevensen.